# Предраг Пеђа Милошевић
Предраг Милошевић (Земун, 26. новембар 1960) српски је академски сликар и члан УЛУПУДС-а.

## Биографија
Рођен 26. новембра 1960. године у Земуну. Гимназију завршио у Горњем Милановцу. Дипломирао на Факултету примењених уметности у Београду на катедри сликарства у класи професора Рајка Николића 1985. године. Од 1992. године до 1996. године живио је и радио у Шпанији као професионални уметник. 
Бави се и истраживањем сликарских техника старих мајстора. Аутор је књиге Сликарева тајна о технологији сликарства, издавач Еволута, Београд, 2018.
Године 2010. снимљена је ТВ емисија о стваралаштву Предрага Пеђе Милошевића у продукцији РТС „Магични седамнаести”, ауторке Нађе Ивањи Шваб, у трајању од 30 минута. Уврштен је 2023. године у Енциклопедију „Успешни људи Србије” у издању Оксфорд ворлдвајд преса. 
Има статус самосталног уметника. Живи и ради у Београду.

## Изложбе (од 2004. године)
Излагао на преко педесет изложби у земљи и иностранству. Учествовао и на неколико престижних ликовних колонија и симпозијума.
- 2004.

Галерија акварела, самостална изложба, Крагујевац
- 2006.

Еклетика љубави, самостална изложба, Југословенска галерија уметничких дела, Београд
- 2008.

Ликовна колонија РТС, Златибор
- 2009.

Самостална изложба, Култуни центар Горњи Милановац
- 2010.

, самостална изложба Галерија Библиотеке града Београда
- 2012.

Пандорин врт, самостална изложба, Музеј Пераст, Црна Гора
- 2014.

Акварели, самостална изложба, Галерија Сингидунум, Београд
- 2016.

Пурпур и тиркиз, самостална изложба, Кућа Краља Петра  Београд
- 2017.

Медиала некад и сад, Галерија РТС, Београд
SERBIA meets BELGIUM, изложба Српске савремене уметности, Белгија
Пурпур и тиркиз-уметност слике, самостална изложба СКУЦ Пула, Хрватска,
Тиркизи Боке, самостална изложба, акварели, Музеј града Пераста, Црна Гора
- 2018.

Изазови ликовне фигурације - омаж Паји Јовановићу, Галеријана, Вршац
Трагом Медиале, поводом 60 година од прве изложбе Медиале, Модерна галерија Будва, Црна Гора
- 2019.

17. бијенале У светлости Милене, Галерија Милене Павловић Барили, Пожаревац
- 2021.

Нити и метафоре, самостална изложба, Галерија Атријум, Библиотека града Београда
7. бијенале акварела малог формата, Галерија СКЦ Нови Београд
Сингидунум 40+1, изложба поводом 40 година галерије Сингидунум, Београд
У Пигмалионовом врту, самостална изложба, Модерна галерија Будва, Црна Гора
Прво бијенале фантастике, Београд, Нови Сад, Ваљево
- 2022.

Светови ван система, УК Пароброд Београд
Изоштравања, самостална изложба, Галерија савремене уметности, Смедеревска Паланка
- 2023.

Бескрајна потрага, самостална изложба, СКЦ Св. Сава Суботица
Бескрајна потрага, самостална изложба, КЦ Младеновац
Уметност и вино, Опленац, Топола
2. бијенале фантастике, Коларчева задужбина Београд, Модерна Галерија Ваљево

## Награде и признања
На 17. бијеналу „У светлости Милене Пожаревац 2019.” добио је Сребрну медаљу. На Манифестацији „Уметност и вино” у Тополи добио је Награду стручног жирија.

## Галерија
- Магични тренутак, уље на платну, 100x73цм, 2010.
- Чекајући Тезеја, уље на платну, 80x52цм, 2011.
- Не узвраћена љубав, уље на платну, 69x53цм, 2018.
- Визија кћери Венеције, уље на платну, 100x73цм, 2018.
- Метафизичко поподне, уље на платну, 77x56цм, 2018.
- У радионици, уље на платну, 43x33цм, 2019.
- Велика очекивања, уље на платну, 130x95цм, 2020.
- Аморето капија, акварел, 38x28цм, 2022.
- Једном давно..., акварел, 43x27,5цм, 2023.